# SV Weil
Der SV Weil ist ein Fußballverein mit rund 670 Mitgliedern aus Weil am Rhein. Seit der Saison 2022/23 spielt er in der Landesliga 2 Südbaden.

## Geschichte
Am 6. März 1910 wurde der FC Friedlingen 1910 gegründet. Nach Auflösung des Weiler FV benannte sich der Verein am 23. April 1937 in SV Weil 1910 um. Nach dem Zweiten Weltkrieg wurde der Verein von den französischen Militärbehörden aufgelöst. Mitglieder von TV, SV und Reichsbahn-SV gründeten am 29. Juni 1946 die Sportvereinigung Weil. Am 10. Dezember 1949 fand die Wiedergründung des FC Friedlingen statt. Am 14. April 1950 machte sich deren Fußballabteilung als SV Weil 1910 selbstständig.
Von 1950 bis in die 1980er Jahre war der SV Weil überwiegend in der jeweils höchsten Amateurliga aktiv, wobei die längste Serie von 1969 bis 1978 dauerte, als man ununterbrochen in der 1. Amateurliga Südbaden spielte.
1984 stieg man in die inzwischen gegründete Oberliga Baden-Württemberg auf, am Ende der folgenden Saison musste die Mannschaft mit 18 erzielten Punkten als Tabellenletzter wieder absteigen. Mit dem gleichzeitigen Gewinn des Südbadischen Pokals im Endspiel gegen den Offenburger FV (1:0) im gleichen Jahr gelang jedoch auch der bislang größte Vereinserfolg. Mit dem Sieg im Verbandspokal qualifizierte sich der SV Weil für den DFB-Pokal 1985/86. Hier unterlag man dem Bundesligisten Werder Bremen mit 0:7.
In der Folgezeit stieg der Verein zwischenzeitlich bis in die Bezirksliga ab. Ab 2004 spielte der SV Weil ununterbrochen in der Verbandsliga Südbaden, bis er 2014 in die Landesliga 2 abstieg. Zur Saison 2019/20 gelang in  der Relegation gegen die Reserve des FC 08 Villingen (1:1) und beim SC Durbachtal (6:1) vor 1500 Zuschauern der Wiederaufstieg in die Verbandsliga Südbaden. In der Saison 2021/22 folgte der erneute Abstieg in die Landesliga.

## Trainer
Zu Beginn der Saison 2009/10 wurde als Trainer der ehemalige Profi des SC Freiburg Maximilian Heidenreich verpflichtet. In der Saison 2011/12 übernahm der Weiler Matthias Chrobok das Traineramt, wurde aber nach einer Saison von Kurt Schwald abgelöst. Am 23. März 2015 trennte sich der SV Weil vorzeitig von Kurt Schwald und Maximilian Heidenreich übernahm erneut den Trainerposten.
Seit der Saison 2019/20 trainiert Andreas Schepperle den in die Verbandsliga aufgestiegenen Verein.

## Erfolge
- Südbadischer Pokalsieger 1985
- Meister der Verbandsliga Südbaden 1984

## Stadion
Der SV Weil trägt seine Heimspiele im städtischen Städtisches Sportzentrum Nonnenholz im Dreiländergarten aus, welches 6000 Zuschauer fasst.

## Jugendarbeit
Der SV Weil hat Mannschaften in den Altersstufen U9 bis U19. Dazu hat der SV Weil eine Kooperation mit dem FC Basel, einige Spieler (u. a. Matthias Baron) schafften den Sprung zum Schweizer Kooperationspartner in den professionellen Fußball. Mit Lukas Spalvis schaffte es ein Spieler vom SV Weil in die Fußballschule des SC Freiburg.

## Fußballcup um den Walter-Waibel-Gedächtnispokal
Der Förderverein der Jugendarbeit des SV Weil richtet jedes Jahr am Fasnachtswochenende ein Hallenturnier für U10- und U12-Junioren aus. Das Hallenturnier findet 2011 zum 40. Mal statt. An der Traditionsveranstaltung nehmen regelmäßig die Nachwuchsmannschaften der Bundesligisten wie z. B. FC Bayern München, Borussia Dortmund, 1. FC Köln, MSV Duisburg, Karlsruher SC, VfB Stuttgart, 1. FSV Mainz 05, 1. FC Kaiserslautern, Eintracht Frankfurt, Hertha BSC, FC Basel, Bröndby Kopenhagen, Rapid Wien, Southend United und viele andere teil. Das Turnier zählt zu den sportlich anspruchsvollsten Junioren-Hallenturnieren in den Altersklassen der E- und D-Junioren in ganz Deutschland.
Der Cup wird in der Sporthalle der Markgrafenschule in Weil am Rhein ausgetragen. Die Sporthalle bietet Platz für rund 1000 Zuschauer. Die Spielfeldmaße betragen ca. 23 × 47 Meter.
Sieger
| Jahr | E-Junioren           | D-Junioren             | C-Junioren              |
| ---- | -------------------- | ---------------------- | ----------------------- |
| 1971 | unbekannt            | unbekannt              | unbekannt               |
| 1972 | -                    | SV Weil                | FC Nordstern Basel      |
| 1973 | -                    | FC Basel               | FC Nordstern Basel      |
| 1974 | -                    | SC Baden-Baden         | VfB Stuttgart           |
| 1975 | -                    | SV Weil                | Grasshopper Club Zürich |
| 1976 | -                    | Freiburger FC          | Grasshopper Club Zürich |
| 1977 | VfR Rheinfelden      | Freiburger FC          | Grasshopper Club Zürich |
| 1978 | FC Friedlingen       | SV Weil                | Freiburger FC           |
| 1979 | SV Weil              | VfR Achern             | SV Weil                 |
| 1980 | SV Weil              | SV Darmstadt 98        | TSV 1860 München        |
| 1981 | FC Schönau           | FC Nordstern Basel     | SV Darmstadt 98         |
| 1982 | FC Schönau           | SV Darmstadt 98        | SV Stuttgarter Kickers  |
| 1983 | SV Muttenz           | SV Darmstadt 98        | SV Stuttgarter Kickers  |
| 1984 | SV Weil              | VfB Stuttgart          | VfB Stuttgart           |
| 1985 | VfR Basel            | SV Stuttgarter Kickers | VfB Stuttgart           |
| 1986 | FC Friedlingen       | VfB Stuttgart          | VfB Stuttgart           |
| 1987 | SV Weil              | SV Stuttgarter Kickers | VfB Stuttgart           |
| 1988 | FC Friedlingen       | SV Stuttgarter Kickers | VfB Stuttgart           |
| 1989 | SV Weil              | VfB Stuttgart          | SV Stuttgarter Kickers  |
| 1990 | FC Fribourg          | SV Stuttgarter Kickers | FC Schalke 04           |
| 1991 | SV Weil              | FC Aarau               | FC Schalke 04           |
| 1992 | 1. FC Kaiserslautern | VfB Stuttgart          | FC Schalke 04           |
| 1993 | 1. FC Kaiserslautern | VfB Stuttgart          | 1. FC Kaiserslautern    |
| 1994 | SV Weil              | FC Mulhouse            | 1. FC Kaiserslautern    |
| 1995 | 1. FC Kaiserslautern | FC Mulhouse            | FC Basel                |
| 1996 | 1. FC Kaiserslautern | Borussia Dortmund      | Südb. Auswahl           |
| 1997 | SV Nollingen         | Borussia Dortmund      | FC Mulhouse             |
| 1998 | FC Basel             | FC Mulhouse            | SG Weil/Friedlingen     |
| 1999 | 1. FC Kaiserslautern | 1. FC Kaiserslautern   | FC Basel                |
| 2000 | FC Basel             | VfB Stuttgart          | SC Freiburg             |
| 2001 | 1. FC Kaiserslautern | VfB Stuttgart          | FC Basel                |
| 2002 | FC Basel             | FC Basel               | SC Freiburg             |
| 2003 | FC Basel             | 1. FC Kaiserslautern   | -                       |
| 2004 | Karlsruher SC        | 1. FC Köln             | -                       |
| 2005 | 1. FC Kaiserslautern | 1. FC Köln             | -                       |
| 2006 | MSV Duisburg         | Borussia Dortmund      | -                       |
| 2007 | 1. FSV Mainz 05      | Borussia Dortmund      | -                       |
| 2008 | Karlsruher SC        | 1. FSV Mainz 05        | -                       |
| 2009 | FC Basel             | Karlsruher SC          | -                       |
| 2010 | Hertha BSC           | 1. FSV Mainz 05        | -                       |
| 2011 | Karlsruher SC        | FC Solothurn           | -                       |